# بط بري سينامون
بط بري سينامون (الاسم العلمي: Anas cyanoptera) هو نوع من فصيلة بطية.